# Amawáka
Amahuaca (Amawáka, Amahuaka, Amawaca, Ipitinere, Sayaco), pleme američkih Indijanaca porodice Panoan nastanjeno u džunglama brazilske države Amazonas ( 220; 1995, SIL) i 500 u Peruu na rijekama Sepahua, Curiuja, gornji Ucayali, Inuya, Mapuya i Purus. Jezično su najsrodniji grupi Cashinawa. Bave se lovom, ribolovom i sakupljanjem. Sami sebe nazivaju imenom Yora. Jezik amahuaca ima dijalekte inuvaken i viwivaken kojima su se služile njihove skupine Inuvaquen i Viuivaquen. Najveće naselje im je Puerto Varadero na brazilsko-peruanskoj granici.

## Jezik
Prema Masonu (1950) skupina amawaca obuhvaća jezike kojima govore skupine istoimenih Indijanaca 
a) amawaca
a1. Inuvakeu
a2. Iwivakeu
a3. Cashinawa, uključujući sheminawa).
b) pichobo
b1. Pichobo,
b2. Soboibo, uključujući (Ruanawa)
b3. Mochobo uključujući Comobo)
Jezik amahuaca danas se klasificira istoimenoj podskupini kojoj pripada i jezik isconahua [isc], i široj skupini tri-state

## Podgrupe
Indowó (gornji Purús i gornji Piedras), Isawó, Kapiixichi (rijeke Mapuya i Yuruá), Kotinawa (gornja Inuya), Nashishmawó (gornja Inuya), Rondowó [rijeke Curiuja i Sepahua), Shimanawa (gornja Yuruá), Xaawó (río Inuya i donji Pariamanu) (d'Ans 1982; Verswijver 1988); 198 Amahuaca (INEI 1993).; Maxinawa, Cutinawa, Punchawo.

## Povijest
Amahuake su ostali izolirani sve do 18. stoljeća. Prvi puta se vjerojatno spominju Godine 1686. kada je uočeno njihovoi selo s 12 kuća (150 ljudi) na rijeci Coniguati. Kroz 18. i 19. stoljeće još nisu pokršteni a žive u neprijateljstvu s bijelcima i drugim Indijancima, posebno Piro, Conibo i Xipibo, koji su ih hvatali za robove. Godiner 1925 ima ih 3.000 a oni su još u neprijateljstvu s bijelcima i drugim plemenima osim s plemenima Campa i Cashinawa, a ovi posljednji navode se kao njima srodno pleme. Godine 1940. peruanska populacija Amahuaca bila 1.500. U današnje vrijeme prijetnja su im bušači nafte i ilegalni dvosječe koji sa sobom donose razaranje okoliša i razne zarazne bolesti. U novije vrijeme ih ima oko 500 (2000), od čega oko 300 u Peruu i 200 u Brazilu.

## Privreda
Kulturno pripadaju tropskoj kišnoj šumi. Lov, ribolov, obrada tla. U novije vrijeme rade za razne kompanije kao radnici.

## Vanjske poveznice
- The Amahuaca - Amazon Tribe of Peru
- Amahuaca